# L'astrologa
L'astrologa és una òpera en tres actes composta per Niccolò Piccinni sobre un llibret italià de Pietro Chiari. S'estrenà al Teatro San Moisè de Venècia el carnestoltes de 1761.
A Catalunya s'estrenà el novembre de 1762 al Teatre de la Santa Creu de Barcelona.